# Конвой JW-54A
Конвой JW-54A — арктический конвой времён Второй мировой войны.
JW-54A был отправлен в СССР 15 ноября 1943 года со стратегическими грузами и военной техникой из США, Канады и Великобритании из  Лох-Ю. В его состав входило 19 грузовых судов. Прикрытие конвоя осуществлялось несколькими группами кораблей союзников. 24 ноября JW 54A благополучно прибыл в Кольский залив. Потерь не имел.
JW 54A был первым из Арктических конвоев зимнего сезона 1943-44, после их приостановления летом.